# صالح مهدي
صالح مهدي، من مواليد 9 يوليو 1981، لاعب كرة قدم كويتي سابق. لعب مع نادي السالمية. وهو لاعب سابق في منتخب الكويت الوطني.